# 두메애기풀
두메애기풀(Polygala sibirica)은 함경남도 부전고원 이북의 고산에 나는, 원지과의 여러해살이풀이다.
높이는 20-30cm이다. 전체에 잔털이 말생하며 뿌리는 가늘고 길며 단단하다. 줄기도 단단하며, 뿌리에서 밀생한다. 잎은 어긋나며, 피침형, 긴 타원형, 양 끝이 좁다. 양 면에 털이 나며, 가장자리는 밋밋하고, 잎자루는 아주 짧다. 꽃은 자주색에 길이 6mm, 나비 모양, 잎겨드랑이에 짧은 총상꽃차례로 달린다. 꽃받침은 5장, 양쪽의 2장은 꽃잎 모양이며 타원형이다. 길이 5mm, 나머지 3장은 선형으로 길이 2mm이다. 열매는 삭과로 납작한 원형, 가장자리에 좁은 날개가 있다.